# Jimmy Eat World
Jimmy Eat World è un gruppo musicale alternative rock-emo formatosi a Mesa, Arizona, nel 1993.

## Storia del gruppo

### Nascita e origine del nome

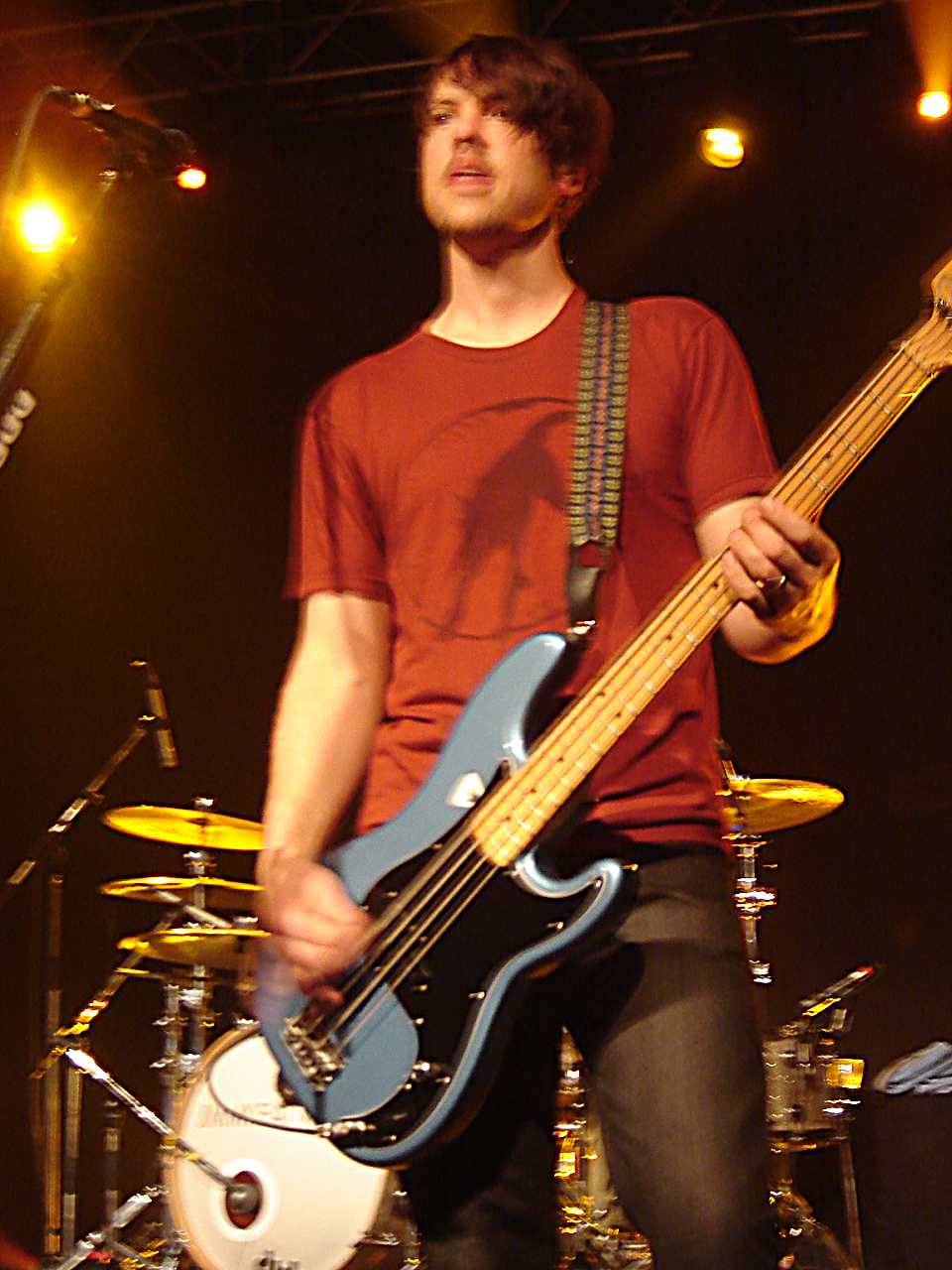
Rick Burch, bassista del gruppo, durante un'esibizione a Wiesbaden il 14 febbraio 2008.

I Jimmy Eat World nascono nel 1993 a Mesa, in Arizona, da un'idea del cantante e chitarrista Jim Adkins e del batterista Zach Lind, amici sin dai tempi dell'asilo. Ai due si aggiungono poi il chitarrista Tom Linton e il bassista Mitch Porter.
Il nome Jimmy Eat World non si riferisce però al cantante Jim Adkins, anzi, la storia dietro al nome è alquanto bizzarra. I fratelli minori di Tom Linton infatti, Ed e Jimmy, litigavano costantemente durante la loro infanzia. Jimmy, che era più forte e robusto, era solito vincere; così all'età di otto anni, per vendicarsi, Ed fece un disegno a pastelli con Jimmy nell'atto di fagocitare l'intero mondo nella sua enorme bocca, con accanto il fumetto (sgrammaticato) "Jimmy eat world".

### Jimmy Eat World
Nei primi anni di attività il gruppo cerca di emulare lo stile delle loro influenze punk, riuscendo così a registrare e pubblicare tre singoli ed un CD, Jimmy Eat World, con l'etichetta locale Wooden Blue Records. Del CD escono soltanto duemila copie: proprio per questo l'album è tuttora un pezzo da collezione.

### Static Prevails

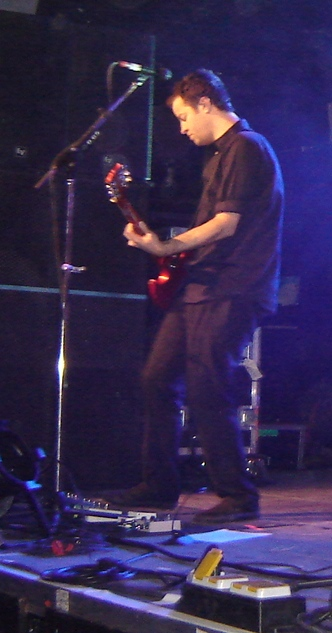
Tom Linton, chitarrista del gruppo, a Wiesbaden il 14 febbraio 2008.

Spronati da gruppi come Fugazi e Sunny Day Real Estate, i Jimmy Eat World cominciano a sperimentare un sottogenere dello scenario musicale hardcore punk chiamato emocore. Cominciando a presentarsi nella scena indie con nuove canzoni e concerti i Jimmy Eat World vengono così a contatto con band musicalmente simili come i Christie Front Drive, i Sense Field, e i Seven Storey Mountain.
Nel 1995 il presidente dell'etichetta discografica, Gary Gersh, fa firmare alla band emergente un contratto con la Capitol Records. Proprio in questo periodo il bassista Mitch Porter esce dal gruppo e viene sostituito da un amico di Linton, Rick Burch.
Dopo una breve ricerca, i Jimmy Eat World riescono a trovare un produttore, Mark Trombino, il batterista dei Drive Like Jehu e possono così registrare il loro primo vero album di debutto, Static Prevails.
Static Prevails riflette molto da vicino il sound dello scenario emocore di allora, un compromesso tra influenze punk e momenti più tranquilli ed introspettivi. Il disco e la relativa tournée riscuotono un successo sicuramente non trascurabile negli Stati Uniti. Tuttavia la Capitol, non vedendo altrettante prospettive di successo oltreoceano, mette da parte l'idea di un lancio internazionale dell'album.
D'altro canto, molto lontano dallo spingere il gruppo nella macchina promozionale delle major, Gersh preferisce optare per un approccio più discreto, permettendo alla band di farsi conoscere sempre di più nel contesto musicale indie.
Negli anni seguenti i Jimmy Eat World fanno quindi uscire diversi singoli con etichette indipendenti, tra i quali singoli con i Christie Front Drive, i Jejune, i Sense Field, e i Mineral. Così, mentre la maggior parte dei gruppi delle major venivano snobbati e catalogati come "sell-outs", i Jimmy Eat World si trovavano in una posizione favorevole in cui avevano il supporto della major e contemporaneamente l'appoggio della comunità indie.

### Clarity

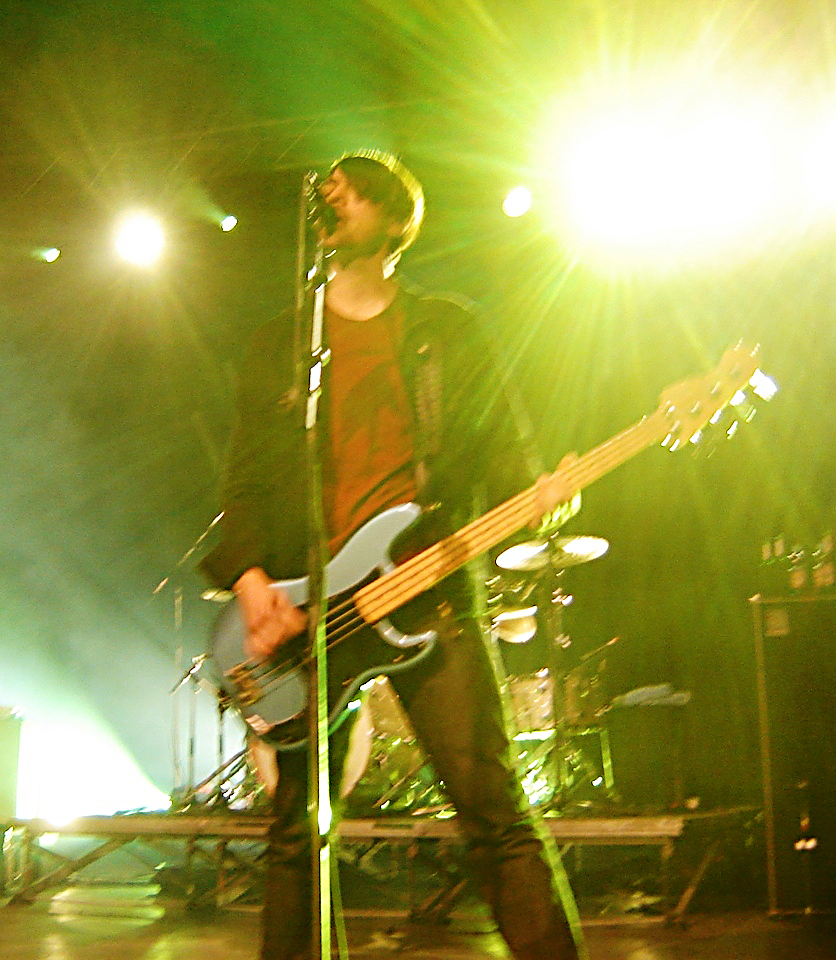
Rick Burch a Wiesbaden.

Nel 1998 i Jimmy Eat World tornano in studio per registrare il loro secondo album, Clarity, avvalendosi ancora della collaborazione di Mark Trombino. Nello stesso periodo tuttavia, Gary Gersh esce dal direttivo della Capitol Records; quando la band, a metà anno, consegna l'album finito si ritrova a dover affrontare i gusti e le decisioni dei nuovi manager che mettono da parte il nuovo album per concentrarsi su artisti più popolari tra il grande pubblico. Per poter promuovere ciò che era già stato registrato, la band scende così a compromessi con la Capitol, che decide di far pubblicare ai Jimmy Eat World un EP con un'etichetta indie, la Fueled by Ramen. L'EP contiene soltanto due canzoni tratte da Clarity e tre b-side.
La band invia poi l'EP a diverse stazioni radiofoniche alternative (tra le quali la KROQ di Los Angeles) con la speranza che vengano trasmesse alcune delle canzoni. Contrariamente alle aspettative, diverse stazioni radiofoniche mettono in rotazione il singolo di lancio Lucky Denver Mint. Vista la risonanza positiva la Capitol Records decide così di programmare l'uscita dell'intero album Clarity per il febbraio del 1999.
Il tour che segue l'uscita di Clarity permette ai Jimmy Eat World di suonare per un pubblico sempre più ampio. Se fino a poche settimane prima si parlava di cinquanta o cento persone, ora si parla di un pubblico di cinquecento o mille persone e di spazi sempre più ampi, tra cui il South by Southwest festival di Austin in Texas. La band riceve sempre più attenzione da parte dell'etichetta, che fa girare un video per Lucky denver mint, canzone inclusa anche nella colonna sonora del film Mai stata baciata. Il singolo esce invece soltanto molto tempo dopo il grande successo riscosso in radio.
La band si occupa inoltre a proprie spese del lancio europeo di Clarity, che vende molto soprattutto in Germania e permette così ai Jimmy Eat World di organizzare in poco tempo un tour europeo di cinque settimane.
Nonostante il successo guadagnato, l'entusiasmo dell'etichetta discografica svanisce in fretta ed i programmi riguardanti l'uscita del singolo Blister vanno a monte: prima della fine dell'anno il contratto con la Capitol Records viene sciolto.

### Bleed American

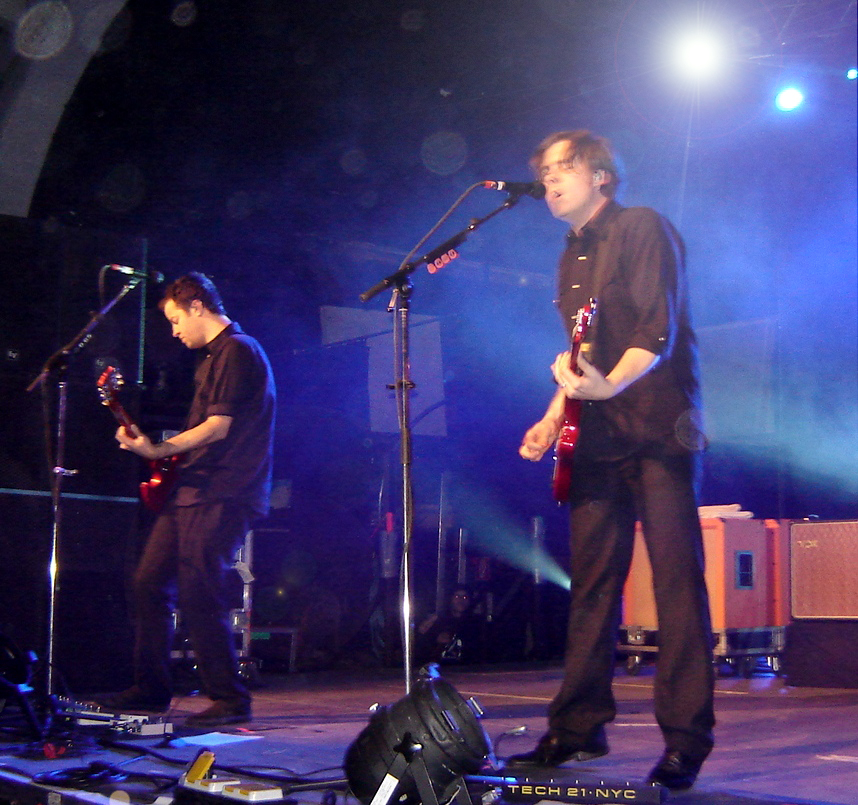
Tom Linton e Jim Adkins a Wiesbaden.

Conoscendo molto bene la scena indie ed essendo da essa allo stesso modo supportati, dopo tutto i Jimmy Eat World vedono nello scioglimento del contratto con la Capitol un'opportunità. La band raccoglie i singoli già pubblicati in un cd chiamato semplicemente Singles, cd che esce sotto un'etichetta indipendente, la Big Wheel Recreation. Il cd vende bene, così da poter permettere alla band di finanziare le registrazioni per il loro successivo album, album per il quale i Jimmy Eat World hanno completa libertà di decisione, senza influenze da parte della casa discografica.
Lavorando per la terza volta con Mark Trombino, i Jimmy Eat World registrano l'album Bleed American. Aiutati da Gary Gersh e la sua nuova attività (la GAS Entertainment), cercano una nuova casa discografica, firmando infine un contratto con la DreamWorks.
L'album finito esce nel luglio del 2001. Con l'uscita di Bleed American e il successo del secondo singolo The Middle i Jimmy Eat World si ritrovano al centro dell'attenzione della musica emo.
A questo proposito c'è da aggiungere che per tutta la durata degli anni novanta la musica emo era vista come un movimento underground che si tirava quasi completamente fuori dal controllo delle major. Così, mentre Clarity era visto come la quintessenza di un album emo, Bleed American si allontanava da quel sound, avvicinandosi sempre più al genere mainstream rock.
Se infatti canzoni come la title track sono sicuramente di influenza emo, altre come A Praise Chorus, The Middle e The Authority Song certamente non lo sono. Tuttavia ci si continua a riferire ai Jimmy Eat World come un "gruppo emo", non senza essere però consapevoli che oramai il termine si riferisce ad un genere di musica diverso da quello che era stato negli anni novanta. Le major cominciano così a firmare contratti con gruppi e pubblicare cd che appartengono a questa nuova versione del genere musicale.
Bleed American, con più di un milione di copie vendute, è tuttora considerato il più grande successo della band, assieme ai singoli The Middle e Sweetness che sono stati ai vertici delle classifiche.
Successivamente, a seguito degli attacchi terroristici dell'11 settembre 2001, la band decide di far uscire una nuova edizione dell'album, intitolato questa volta semplicemente Jimmy Eat World, per evitare che il titolo Bleed American potesse dare luogo ad un'errata interpretazione.

### Futures

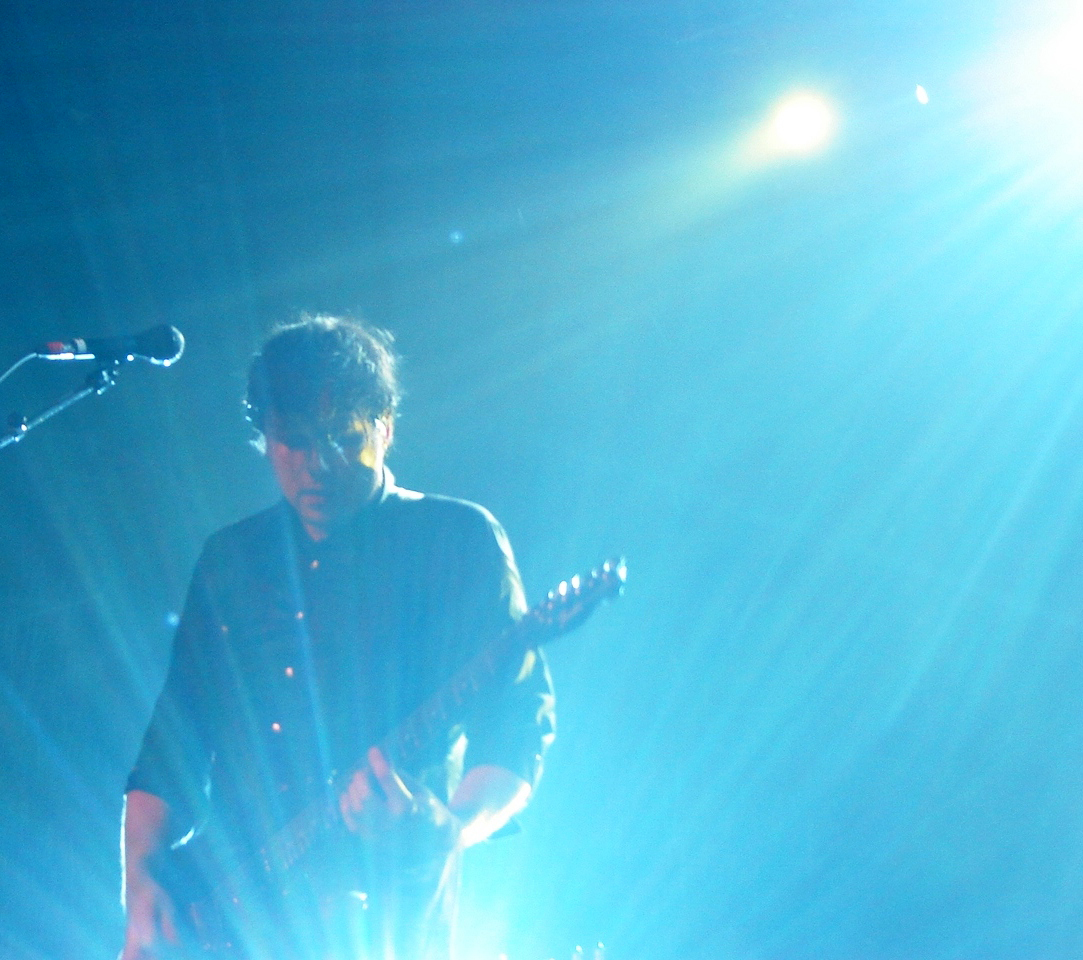
Jim Adkins a Wiesbaden.

Dopo il lungo tour mondiale di Bleed American, ad inizio 2004 la band si riunisce con Mark Trombino per lavorare al quinto album. I risultati tuttavia non risultano soddisfacenti e la band, seppur a malincuore, decide di concludere la collaborazione con Trombino. I Jimmy Eat World decidono così di iniziare a lavorare con il produttore Gil Norton, già conosciuto per aver prodotto Pixies e Foo Fighters.
Futures esce nell'ottobre del 2004 assieme al singolo Pain riscuotendo un immediato successo sia negli Stati Uniti, raggiungendo il sesto posto nelle classifiche e vendendo cinquecentomila copie, sia in Europa, aiutato dai singoli Work e la title track Futures.
Proprio in questo periodo la DreamWorks viene assorbita dalla Interscope Records.
Dopo essere stati in tournée autonomamente e con i Taking Back Sunday, la band firma un contratto per un tour estivo e invernale nel 2005 con i Green Day.
A settembre 2005 esce l'EP Stay on My Side Tonight, contenente i demo in versione riarrangiata registrati con Mark Trombino che non erano stati usati per l'album.

### Chase This Light
Dopo aver concluso il tour con i Green Day, i Jimmy Eat World si riuniscono a Tempe, in Arizona per iniziare a lavorare al loro sesto album, prodotto da Butch Vig (Nirvana, Smashing Pumpkins, Sonic Youth). La canzone Carry You deriva dal side project di Jim Adkins, Go Big Casino (altre canzoni di Go Big Casino contenute negli album dei Jimmy Eat World sono Hear You Me, My Sundown e 12.23.95).
L'album, dal titolo Chase this Light, risulta più melodico e dai toni meno cupi rispetto a Futures, ed esce negli Stati Uniti il 16 ottobre 2007. Per l'occasione del nuovo disco viene creato appositamente un nuovo sito internet, dedicato unicamente all'album chasethislight.net.

### Invented
Il 13 giugno 2008 la band annuncia di aver iniziato a lavorare per il prossimo album.
Dopo aver concluso il tour commemorativo per il decimo anniversario di Clarity, nel Marzo 2009 il frontman Jim Adkins comunica di averne iniziato il mixaggio.
Il 7 giugno 2010 ne viene completata la produzione.
L'album, dal nome "Invented", esce il 28 settembre 2010.
Prodotto da Mark Trombino (con cui la band aveva collaborato in Static Prevails, Clarity e Bleed American), contiene 12 tracce (13, con Anais nella Japanese Edition).
Dall'album vengono estratti 3 singoli: My best theory, Coffee and cigarettes e Higher Devotion.
Per la prima volta dopo Clarity l'album contiene una traccia con Tom Linton alla voce, dal titolo Action Needs An Audience.

### Damage
Dopo diversi tour, la band riprende il lavoro nell'autunno 2011. Il 5 settembre 2012 inizia la registrazione del nuovo album, prodotto da Alan Johainnes. Il 5 ottobre la band comunica di averne concluso il mixaggio, e che l'ottavo album sarà pubblicato nella primavera del 2013, rivelando inoltre che esso non conterrà vocali femminili come nei precedenti lavori.
Nell'aprile 2013 è annunciata la data di uscita del nuovo album, dal nome "Damage", che sarà pubblicato l'11 giugno 2013.
Dell'album vengono anticipati un singolo dal nome "I will steal you back" e la title track "Damage" rispettivamente il 10 aprile e il 20 aprile (in occasione del Record Store Day).

## Formazione

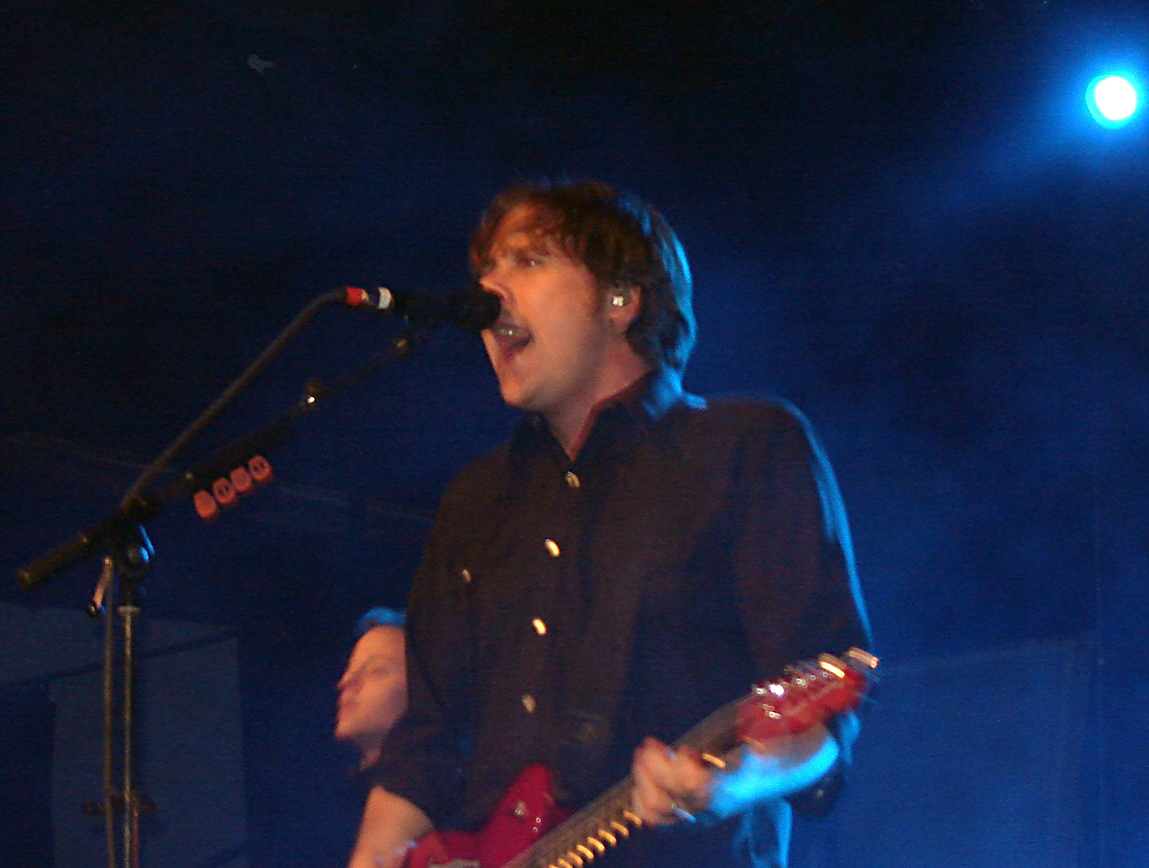
Jim Adkins sempre a Wiesbaden.

### Formazione attuale
- Jim Adkins – voce principale, chitarra
- Tom Linton – chitarra, voce
- Rick Burch – basso
- Zach Lind – batteria

### Ex componenti
- Mitch Porter – basso

## Discografia

### Album in studio
- 1994 – Jimmy Eat World
- 1996 – Static Prevails
- 1999 – Clarity
- 2001 – Bleed American
- 2004 – Futures
- 2007 – Chase This Light
- 2010 – Invented
- 2013 – Damage
- 2016 – Integrity Blues
- 2019 – Surviving

### Raccolte
- 2000 – Singles

### EP

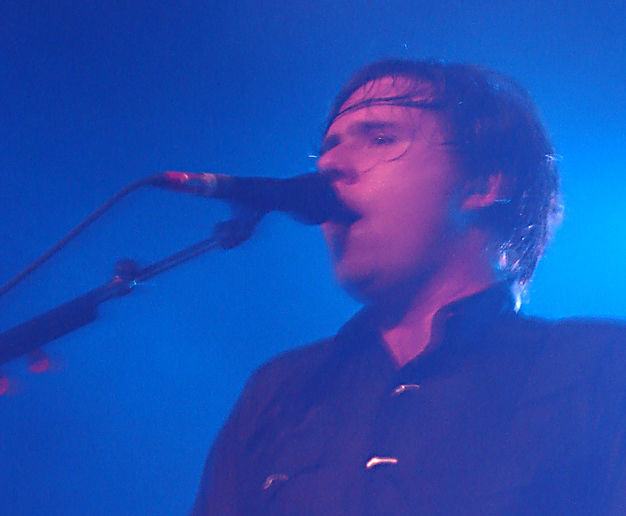
Jim Adkins durante un'esibizione a Wiesbaden il 14 febbraio 2008

- 1994 – One, Two, Three, Four
- 1998 – Jimmy Eat World EP
- 2001 – Last Christmas EP
- 2002 – Good to Go EP
- 2004 – Firestarter EP
- 2005 – Stay on My Side Tonight

### Singoli
- 1999 – Lucky Denver Mint
- 2001 – Bleed American
- 2002 – The Middle
- 2002 – Sweetness
- 2003 – A Praise Chorus
- 2005 – Pain
- 2005 – Work
- 2005 – Futures
- 2007 – Big Casino
- 2007 – Always Be
- 2010 – My Best Theory
- 2010 – Coffee and Cigarettes
- 2013 – I Will Steal You Back
- 2016 – Sure And Certain

## Filmografia

### DVD
- 2004 – Believe in What You Want DVD

## Apparizioni nei media
- La canzone Pain fa parte della colonna sonora del videogioco Midnight Club 3: DUB Edition
- La canzone Electable (Give It Up) fa parte della colonna sonora del videogioco Burnout Paradise
- La canzone Just Tonight fa parte della colonna sonora del videogioco Burnout 3: Takedown
- La canzone The Middle  fa parte delle tracklist dei videogiochi Rock Band Unplugged e Guitar Hero World Tour e della colonna sonora del film L'apprendista stregone
- La canzone Pain fa parte della colonna sonora del videogioco Tony Hawk's Underground 2
- La canzone Hear You Me fa parte della colonna sonora del film Cinderella Story
- La canzone Sweetness fa parte della colonna sonora del videogioco NHL 2003
- La canzone Action Needs an Audience è stata inserita nella colonna sonora del videogioco Shift 2: Unleashed della saga di Need for Speed
- Le canzoni Lucky Denver Mint e Seventeen (Demo) fanno parte della colonna sonora del film Mai stata baciata
- La canzone 23 è stato inserito nella raccolta One Tree Hill Volume 2 della serie One Tree Hill
- Le canzoni The Middle e Pain sono presenti nella serie Smallville
- La canzone Hear You Me è stata inserita nella colonna sonora di The Butterfly Effect